# Schaan
Schaan je obec v Lichtenštejnsku. Leží ve střední části země, přibližně 2 km severně od hlavního města Vaduzu, s nímž tvoří souměstí.

## Popis
Schaan je důležitou dopravní křižovatkou a průmyslovým centrem. V roce 2019 zde žilo přes 6039 obyvatel a bylo tak největší obcí v zemi. Při západním okraji obce protéká Rýn, který zde tvoří lichtenštejnsko-švýcarskou přirozenou hranici. Obcí prochází železniční trať z rakouského Feldkirchu do švýcarského Buchsu.
Sídlí zde ředitelství společností Ivoclar Vivadent AG, největšího výrobce zubních protéz, a Hilti Aktiengesellschaft, jež je významným výrobcem elektrického ručního nářadí a předním dodavatelem produktů do stavebnictví.

## Pamětihodnosti
- Farní kostel sv. Vavřince z roku 1893. Kostelní věž je vysoká 81 metrů. Od roku 1968 je zde 6 zvonů. V letech 2003–2005 byl kostel rekonstruován. Výstavbu kostela z velké části financoval kníže Jan II. z Lichtenštejna, který zde má památník.
- Základy římské pevnosti ze 4. století
- Kostel sv. Petra
- Radnice a muzeum z let 1844–1846. Do roku 1975 sloužila budova jako škola
- Klášter sv. Alžběty řádu sester Ctitelek krve Kristovy (ASC)